# شهادة التخرج
شهادة التخرج  هي شهادة تعليمية تمثل الإنتهاء من التدريب المتخصص على مستوى الكلية أو الجامعة. يمكن الحصول على شهادة التخرج من الجامعات أو المعاهد العليا بعد الإنتهاء من بعض الدورات الدراسية التي تشير إلى إتقان مجال موضوع معين. تمثل شهادات التخرج التدريب على مستويات مختلفة في مختلف البلدان ويمكن أن ترقى لدرجة البكالوريوس أو درجة الماجستير.

## المملكة المتحدة
في المملكة المتحدة، تعتبر شهادة التخرج مؤهل للتعليم العالي على نفس مستوى درجة البكالوريوس ولكنها محدودة في نطاقها، وتستغرق وقتًا أقل لإتمامها حيث عادةً ما تتراوح بين الثلث والثلثين من السنة الدراسية أو ما يعادلها بدوام كامل. كما يتطلب من الطالب فترة أطول من العمل، ولكن لا يزال أقل من المطلوب للحصول على الشهادة، للحصول على دبلوم الدراسات العليا.
تُصنّف شهادة التخرج في المستوى السادس وهو مستوى درجة البكالوريوس ضمن إطار هيئة مؤهلات التعليم العالي في إنجلترا وويلز وأيرلندا الشمالية، والمستوى التاسع أو العاشر وهو مستوى درجة البكالوريوس في المستوى العادي أو مع مرتبة الشرف ضمن إطار مؤهلات أعلى مؤسسات التعليم في اسكتلندا. بالإشارة إلى إطار المؤهلات الأوروبي، تُعتبر شهادة التخرج مؤهل بالدرجة الأولى على نفس المستوى من المعرفة كأول درجة للبكالوريوس ولكن دون نفس عمق واتساع الدراسة. يتمتع الطلاب الناجحون عادةً ببعض ولكن ليس كل أنواع المهارات والمعرفة والقدرات التي يتمتع بها طالب البكالوريوس. ومن ثَمَّ لا تعتبر هذه الشهادة مؤهلاً لنهاية التعليم العالي؛ إذ أها تُظهر فقط بعض نتائج التعليم اثناء التعليم العالي.
تتوفر شهادات التخرج في مجموعة محدودة من الموضوعات التي تتعلق عادةً بالعمل، مثل علم النفس أو الإدارة أو الاستشارات أو القانون.
عادةً ما تُمنح شهادة التخرج لأولئك الذين تخرجوا بالفعل بدرجة البكالوريوس في تخصص آخر ومن هنا جاء الاسم. يجب عدم الخلط بين هذا المؤهل وشهادات الدراسات العليا أو دبلوم الدراسات العليا التي تعادل درجة الماجستير، أو مع شهادات التعليم العالي التي تُعتبر أدنى مؤهل دراسي يُمنح لأولئك الذين ليس لديهم مؤهل دراسي سابق.

## كندا
في كندا، تُعتبر شهادة التخرج شهادة جامعية وتُمنح عادةً للطلاب الذين أكملوا ما معدله 15 ساعة معتمدة بالدراسات العليا. تختلف متطلبات القبول بشكل كبير بين الجامعات الكندية، ولكن بشكل عام يمكن لكل من طلاب الدراسات العليا وكذلك طلاب المرحلة الجامعية الذين أتموا درجة البكالوريوس التقدم بطلب للحصول على مثل هذا البرنامج. في بعض الحالات، يمكن أن تمثل شهادة التخرج جزء من الدورات الدراسية المطلوبة للحصول على درجة الماجستير.

## الولايات المتحدة
في الولايات المتحدة، يمكن الحصول على شهادة التخرج من الجامعات بعد الانتهاء من بعض الدورات الدراسية مما يدل على إتقان مجال موضوع معين. تؤهل شهادات التخرج التدريب على درجة الماجستير أو الدكتوراه، وتتكون عادةً من 12 إلى 18 وحدة فصل دراسي من الدورات الدراسية. تعد درجة البكالوريوس المعتمدة في مجال ذي صلة شرطًا أساسيًا للالتحاق ببرنامج شهادة الدراسات العليا. في بعض الحالات، يمكن أن تمثل شهادة التخرج جزءًا من الدورات الدراسية المطلوبة للحصول على درجة الماجستير أو الدكتوراه.
في التدريس، قد تطفي شهادة التخرج لتلبية متطلبات التعليم الخاصة بالبرنامج التي لم يتم استيفائها مع بعض الدرجات متعددة التخصصات.